# ليندا بيري
ليندا بيري (ولدت في 15 أبريل عام 1965) هي مغنيه وكاتبه اغانى ومنتجه تسجيل امريكيه. عُرفت لأول مرة بالمغنيه الرئيسيه وكاتبه الأغاني الأساسيه لـ4 نون بلوندس 4 Non Blondes، ومنذ ذلك الحين قامت بتأسيس علامتي تسجيل، وأنتجت أغانى ناجحة لعدة فنانين آخرين.. وهي تشمل: "بيوتيفل" Beautiful¨ من قبل كريستينا أغيليرا; "وات ار يو وايتيج فور What are you waiting for " قبل جوين ستيفاني " وجيت زا بارتى ستارتد Get the party started من قبل بينك - P!nk بيري ساهمت أيضا في ألبومات أديل، أليشيا كيز، كورتني لوف، وكذلك توقيع وتوزيع جيمس بلانت في الولايات المتحدة. بيري كما تم تجنيدها فيقاعة مشاهير كتاب الأغاني في عام 2015.

## نشأتها
ولدت بيري في سبرينغفيلد بولاية ماساتشوستس. نشأت في أسرة فنية وموسيقية، وعرضت المواهب الموسيقية والاهتمام من سن مبكرة. على الرغم من كفاحها مع مرض الكلى ثم إدمان المخدرات، فإنها لا تزال تركز على الموسيقى. والدتها برازيلية (مارلوس مارتينز بيري) وكان والدها برتغاليا (ألفريد كزافييه بيري).

## المسيرة الفنية

### 1987-89: وظيفة مبكرة
في أوائل عام 1986، في عمر21، انتقلت بيري إلى سان فرانسيسكو. عندما كانت مراهقة في سان دييغو، كانت تتابع الاهتمام بالموسيقى، وتعزف على الجيتار ومراجعة الأداء لفرق تغطية جميع الفتيات. قد يمثل وصولها إلى سان فرانسيسكو بداية مسيرتها المهنية في الموسيقى، ولكن ليس قبل جداول الانتظار، والعمل في التحقق، والعمل في مطعم للبيتزا. في سان فرانسيسكو، عاشت بيري في غرفة صغيرة بلا نوافذ، تلعب بغيتارها وتغنى أغانيها الخاصة في شوارع المدينة. في النهاية، بدأ الناس يتعرفون عليها على أنها «كتكوت مع الصوت الكبير».

### 1989-95: 4 نون بلوندس 4Non Blondes
بعد قضاء بعض الوقت في العزف منفردًا في نوادي Bay Area (سان فرانسيسكو) والمقاهي، ألّفت بيري أغنيتها الفنية الأولى، المسماة "Down On Your Face"، وتم تجنيدها في الفرقة "4 نون بلوندس" من قبل مؤسستها كريستا هيلهاوس في منتصف 1989. بعد عدة سنوات من اللعب محليا والتفاوض مع شركات تسجيل مختلفة، وقعت الفرقة أخيرا مع "Interscope Records" وأصدرت ألبومها الأول، بيجر، بتر, فاستر، مور [Bigger, Better, Faster, More! !Bigger, Better, Faster, More!] . في 9 أكتوبر، 1992. كان الألبوم، الذي ظهرت فيه بيري كمغنيه رئيسيه وتهيمن عليها مؤلفاتها، كان نجاحًا فوريًا وأنتجت أغنية فردية، أغنية "ما الأمر؟"' ?What´s up (غالبًا ما يطلق عليها "ما الذي يحدث؟" بعد غناءها الغنائي البارز).
في فبراير 1994، كان لبيري مظهر منفردا في إنتاج روجر دالتري والألبوم والفيديو "A Celebration:The Music of Pete Townshend and "The Who.شاركت المسرح مع أوركسترا جويليارد وأعضاء فريق The Who بينما كانوا يغنون "[Doctor Jimmy]Doctor Jimmy" و"Acid Queen" و"I'm Free" (في دويتو مع روجر دالتري) والاعاده ل "Join Together" مع الاعضاء
الاصليين وهم جون انتويستيل وبيت تاونشند. في عام 1994، تم إصدار فيديو وCD للعروض مع أغنيات "Doctor Jimmy" و"I'm Free"، في حين تم إصدار DVD في عام 1998 بأغنية "I'm Free" فقط.
في يونيو1994، تم استبدال عازف جيتار 4 نون بلوندس 4Non blondes روجر روشا بالعضو الخرساني الشقراء جيم مانكي، الذي كان قد لعب للتو لتغطية فان هالين "اى ام زا وان" "I am the one مسجلة كموضوع من فيلم Airheads. خلال الجلسات في استوديوهات Interscope في لوس أنجلوس، كافحت الفرقة للتوصل إلى ان تكون أكبر وغادرت بيري الفرقة أثناء محاولة متابعة مهنة منفردة. سجلت الفرقة مقطع فيديو أخيرًا، لتغطية غلاف "ميستي ماونتين هوب" لليد زيبلين مع ديف نافارو على الإيتار.
في عام2011، في مقابله مع رولينج ستون، في حين روّجت لأحدث فرقة لها، ديب دارك روبوت " [Deep Dark Robot Deep Dark Robot]"، نُقل عن بيري قولها: «لم أكن معجبًا كبيرًا لفرقتنا» بسبب صوت «هراء مصقول رقيق» ل "Bigger, Better, Faster, More!"

### المهنة الفردية: 1996 - 2010
مع وجود حالة فوضي مع الفرقة وعقد تسجيل لم يُنفذ، سمحت انتيرسكوب "Interscope" بطريقة معارِضة لبيري للقيام بسي دي مُنفرد، بعيداً عن بقية الفرقة. اصرّت انتيرسكوب "Interscope" علي اختيار منتج الألبوم; الفريق المنتج المُختار كان بيل بوتريل "Bill Bottrell" واعضاء من تيوسداي نايت ميوسك كلوب "Tuesday Night Music نادي" الذين انتجوا مؤخراً الظهور الأول لشيريل كرو "Sheryl Crow". صدر الألبوم في 1996، كان ألبوم في رحلة "In Flight" مزاجي ورقيق وناعم وفي بعض الأوقات كئيب، بعيد تماماً عن موسيقي ال 4 نون بلوندس "4 Non Blondes". لقد حصل الإصدار علي ملاحظات إيجابية، ولكن كان منتج قليل البيع. انضمت بيري إلي ريد فيش "Red Fish" وبلو فيش "Blue Fish" من أجل رحلتها حول العالم، مؤيدةً لأعمال مثل ذا هو "The Who". قد روجَت للسي دي بأموالها الخاصة، متضمناً ظهوراً له في ذا هوارد ستيرن شو "The Howard Stern Show"، شاركت خلالها في "الاتصال الهاتفي المثلي" وأدت الأغنية الوحيدة الناجحة لفرقتها السابقة، واتس اب "?What's Up". استقبلت بيري ايضاً الباميز "Bammies" (حفل الجوائز الموسيقية لمنطقة الخليج) "مجلة بام جائزة ‏" لعامي 1997 و1998. 
في عام 1997، أنتجت بيري فيلم وردية مثل يوم ولادتها "Pink as the Day She Was Born"، الذي يضم ضيوف شرف مثل ليس كلايبول «ليه كلايبول» من فرقة بريمس "Primus" والكوميديانة مارغريت تشو «Margaret Cho». اصدرت ايضاً علامة مسجلة خاصة بها وتسجيلات روك، لغرض اساسي وهو إصدار سي دي لفرقة ستون فوكس "Stone Fox". إضافةً إلي ذلك، وقّعت مع فرقة اخري من سان فرانسسكو، 2 لين بلاكتوب. شهدت سنة 1998 ظهور وأداء بيري علي السي ان ان «CNN» كجزء خاص علي الموسيقي والإنترنت. — هكذا كيف يقوم الفنانون المستقلون بالإستغناء عن المسميات الرئيسية المعروفة. في عام 1999، أصدرت ألبومها المنفرد الثاني علي تسجيلات الروك، ألبوم بعد ساعات "After Hours". بالنسبة إلي بقية سنة 1999، فقد افتتحت لبراين ادامز «Bryan Adams»، مع جمع الشمل مع عازفة القيثارة كريستا هيلهاوس "Christa Hillhouse"، ثم تجولت حول العالم لألبوم بعد ساعات "After Hours" مع هيلهاوس "Hillhouse" والطبال الأساسي لسان فرانسسكو كلوديا بيدج "Claudia Page".
في عام 2001، عادت بيري مرة أخري إلي الموسيقي والقيام بالرحلات. لقد كتبت حفنة من الأغاني، اثنين منهم، جميل "Beautiful" وكروز "Cruz"، في النهاية سيتم تسجيلهم وظهورهم في ألبوم كريستينا اغيليرا الناجح منزوع "Stripped". في عام 2001، كانت تُحيي معظم عروضها بأغنية جميل "Beautiful"، الأغنية التي كانت تأمل ان تكون اغنيتها الناجحة التي تعود بها.
في عام 2002، قامت بيري بأداء نادر علي الهواء مباشرة في نيتنج فاكتوري "Knitting Factory" في لوس انجلوس، حيث أدت مجموعة من الأغاني الأصلية ومجموعة من أغاني فرقة زيبيلين "Zippelin". في عام 2002 ايضاً، ظهرت في تسجيل منفرد لها مع جوردن جانو "Gordon Gano"، ضرب الأرض "Hitting the Ground"، مؤدية أغنية لذلك يذهب "So It Goes". 
قدمت بيري عرضاً مباشرً في برنامج دكني «DKNY» للعروض في لوس انجلوس، حيث اشتركت مع سلاش " Slash" علي المسرح لغناء نسخة من أغنية كل الحب Whole Lotta Love لليد زيبيلين Led Zeppelin. 
في عام 2005، كانت بيري مؤدية في برنامج "ASCAP" في مهرجان صن دانس السينمائي «Sundance Film Festival». في أغسطس 2006، لعبت البيانو علي أداء كريستينا اغيليرا "Christina Aguilera" لأغنية جرح "Hurt"في حفل جوائز MTV للأغاني والفيديوهات.
وقّعت بيري مع المسمي المستقل كيل روك ستارز ريكوردس "Kill RockStars Records"، الذي أعاد إصدار ألبومها المنفرد في الرحلة "In Flight" في أكتوبر عام 2005. تميزت بعمل فني جديد من خلال هذا الإصدار، فقد تضمن فيديوهات أصلية لأغنية املئني "Fill Me Up" وأغنية طريق سريع "Freeway". في عام 2008، لعبت بيري الجيتار في فيديو أغنية انقذني من نفسي "Save Me From Myself" لكرستينا اغيليرا. قامت بيري بظهور علي الهواء مباشراً في "Hope For Haiti Now" وهي تعزف البيانو في حين تقديم كريستينا اغيليرا لنسخة مجردة من أغنية "Lift Me Up". قامت بيري ايضاً بالظهور كضيفة شرف في جولة "Nobody's Daughter" لهول "Hole" وفي حفلة للفرقة الموُقعة من بيري "Little Fish" في لندن. في مايو 2010، استضافت بيري مرة أخري «أمسية مع النساء» "Evening with Women" في مركز المثلين والمثليات في لوس انجلوس، حيث إجتمعت مرة أخري مع بينك "P!nk" في عرض ثنائي مباشر علي الهواء لأغنية بيري ما اخبارك؟ "?What's up".قامت كريستينا اغيليرا بأستضافة بيري لحفلتها VH1 Storytellers في مايو 2010. عزفت بيري البيانو علي أغنية جميل "Beautiful" لكريستينا اغيليرا وتكلمت عنها ايضاً. 
في يوم 5 نوفمبر لعام 2010، ظهرت بيري علي الهواء مباشراً في سان فرانسيسكو في توينتي فيفتي "TwentyFifty" (سابقاً CELLSpace) مع روجر روشا "Roger Rocha"، عازف الجيتار لفرقة 4 نون بلوندس 4 Non Blondes. تضمن هذا الظهور احتفال روجر روشا "Roger Rocha" بإطلاقه لألبوم مع فرقته ذا جولدن هارتس "The Golden Hearts". كانت هذه هي المرة الأولى منذ 20 عامًا التي ظهر فيها الاثنان معاً. قامت بيري بأداء منفرد لمجموعة من الأغاني، منها أغنية كريب «Creep» لفرقة راديوهيد «RadioHead» وأغنية بلاك هول سن "Black Hole Sun" لفرقة ساوند جاردين «ساوندغاردن». قامت بيري وروجر روشا بأداء أغنية واحدة معاً، أغنية منذ أن أحببتك "Since I've Been Loving You" لفرقة ليد زيبيلين "Led Zeppelin's". 

### 2001-2010: الإنتاج وكتابه الأغاني
في 2000, تم الأتصال ببيري من قبل مطربة البوب روك بينك "Pink", ساعيه للحصول علي مساعدتها في ألبومها الثاني. وعلقت بيري علي التجربة في حوار مع "HitQuarters": «كات هذه الفتاه البيضاء تغني موسيقي آر آند بي، ولم يكن من المعقول بالنسبة لي انها تتصل بي. ولذلك عندما أجتمعت بها قال لي غريزتي’ لا تذهبين ولا تكونين فنانه مره أخري، ولا تحصلين علي عرض تسجيل أخر، أكتشفي ما يمكن ان تقومين به معها.’ وفزع مديري عندما أتصلت بها وقلت لها ان تلغي جميع العروض!», وشاركت بيري في كتابة وإنتاج الكثير من ألبوم «بينك» "Pink" الناجح "Missundaztood" الذي أعاد بيري لدائرة الضوء كمنتجه موسيقيه. وأخذت بيري أعتمادات كامله لكتابه الأغاني "Get the Party Sarted" و" Lonely Girl." وبعد ذلك قدمت بيري ضربه كرستينا أوليرا "Beautiful."
ومنذ ذللك الحين، ذهبت للعمل مع الكثير من الفننين، من ضمنهم «جويل» "Jewel", «كونتري لوف» "Country Love", «جوين ستيفاني» "Gwen Stefani", «أليسا كييز» "Alicia Keys", «سيلين ديون» "Celine Dion", «سوجابابيس» "Sugababes", «ليليكس» " Lillix", «روبي ويليامس» "Robbie Williams", «سولنج نوليس» " Solange Knowles", «جافين روسدال» " Gavin Rossdale", «جوليت اند ليكس» "Ju;iette and the Licks", " ليزا ماري بريسلي" " Lisa Marie Presley", «فيشرسبونر» "Fischerspooner", «انريتن لو» "Unwritten Law", L.P., «كيلي أوزبورن» " Kelly Osbourne", «جيمس بلانت» " James Blunt", «شيب ترك» "Cheap Trick", «بن جيلين» " Ben Jelen", «إنريكي إغليسياس» " Enrique Iglesias ", «جيوسي فيري» " Giusy Ferreri."
ألبوم "Cry " للمغنية فايث هيل "Faith Hill" لعام 2002 يتضمن أغنية اشترك في كتابتها بيري وأليشيا بي موور «زهري»
في 2003, فازت بيري بجائزتين الجمعية الأمريكة للملحنين والمؤلفين والناشرين«الجمعية الأمريكية للملحنين والمؤلفين والناشرين» لكتابتها للأغاني، ورشحت لجوائز جرامي لأغنيتها "Beautiful" كمنافسه ل «أغنية العام»; حصلت الأغنية علي جائزة أفضل أداء صوتي بوب للأناث في 2004 لجوائز جارمي.
كتبت بيري أغنية "StupidStar" لفيلم " Prey for Rock and Roll" للمثله «جينا جيرشون.» وشاركت في كتابه "The Darkside" ل روكي بروكلين L.P.
لمعظم عام 2004, بقيت بيري وراء الكواليس تقوم بعمل مظهر أخر مع «كامب فريدي» "Camp Freddy"، هذا المرة كانت في حفلة مباشرة لعيد ميلاد لوس انجلوس ال 103. وقد شاركت ليزا ماري بريسلي "Lisa Marie Presley" المسرح بالأغاني التي كتبوها سويأ. وشاهد ايضاً عام 2004 إطلاق أغنية "America's Sweetheart" لكورتني لاف "Courtney Love"، التي ساهمت فيها بيري بقوة.
أٌطلقت أغنية تدعي أولاد وبنات "Gilrs & Boys"، التي كانت في الأصل مخصصة لبينك "Pink" ولكن بعد ذلك سُجلت من قِبل بريتني سبيرز "Britney Spears"، كأغنية إضافية علي إصدار ال DVD الأوروبي لبريتني سبيرز "Spears". قد ميزت الأغنية غزو بيري الفني لتصبح إيقاعاته أكثر أستوحائاً من الإلكتروكلاش "Electroclash".
و تعاونت مع ثنائي فن الرقص Fischer spoonerعلي بعض الأغاني لإصدارهم القادم وإنهاء العام بعده أعنمادات مشتركه في تأليف جوين ستيفاني لأول مره، «لوف» "love". «أنجيل» "Angel". «ميوزك» "Music". «بابي» "Baby". بما في ذلك أغنية الألبوم الفردية «وات يو واتينج فور» "What You Waiting For؟" بالإضافة إلي، اللئحه الموزعه علي المحيط الأطلسي، سجلات الكاسدر "Custard Records"، التي تم إطلاقها لتعزيز عملين جدد، صن شاين "Sunshine" وجامس بلانت " James Blunt". أنتجت ولعبت الإيتار علي تسجيل أغنية بلانت «نو برافيري» "No Bravery". وأنتهي العام بمشاركه بيري في كتابه «ساف مي» "Save Me" لفرقه البانك روك«ان ريتن لو» "Unwitten Law" في جنوب كاليفورنيا.
تشمل الإصدارات لعام 2005 الألبوم الثاني ل كيلي أوسبورني "Kelly Obsourne" الذي كتبته وأنتجته بيرى "Perry". والأغنية المتصدره من الألبوم الثاني لأوسبورني "Osbourne", «ون ورد» "One Word"، بلغت قمه قائمه الرقص في الولايات المتحده والمملكة المتحده.
و ساهمت بيري في ألبوم كرستينا أغيليرا "Christina Aguilera" الثالث، باك تو بازيكس "Back to Basics 2006". وتشاركت بيري وأغيليرا في كتابه كل أغنية. 

شاهد عام 2007 عمل بيري مع فينيسا كارلتون علي ألبومها الثالث، هيروز آند ثيفز " Heroes and Thieves". كما شاركت في كتابه وعقد جلسات عمل لكثير من أغاني ألبوم سيرا سوان "Sierra Swan" المنفرد لادي لاند "Ladyland". وأستمرت في العمل مع كورتني لوف"Courtney Love"، كيليس"Kelis"، تريك تريك " Cheap Trick"، زيغي مارلي" Ziggy Marley"، بن جيلين "Ben Jelen"، سكين " Skin"، إنريكي إيغليسياس" Enrique Iglesias", ذا فورم " The Format" علي أغنية «ذا ديد إند» "Dead End, " وعلي أغنية فنان منطقه الخليج «غوبيلي» " Goapele", «ذا داركر سيد أوف ذا مون» "Darker Side of The Moon" تغير الألبوم كله.
1. ↑  MusicBrainz (بالإنجليزية), MetaBrainz Foundation, QID:Q14005
2. ↑  Anderson، Jason. "Artist Biography  [Linda Perry]". أول ميوزيك. مؤرشف من الأصل في 2018-08-30. اطلع عليه بتاريخ 2014-03-31.
3. ↑  "Linda Perry interview". HitQuarters. مؤرشف من الأصل في 2017-08-28. اطلع عليه بتاريخ 2006-01-05. {{استشهاد ويب}}: استعمال الخط المائل أو الغليظ غير مسموح: |ناشر= (مساعدة)

حصلت بيري على جائزة من سان فرانسيسكو في أكاديمية التسجيلات لمساهمتها في عالم الموسيقى. شهد عامي 2007 و2008 عددًا أكبر من الأنغام المكتوبة أو التي أنتجتها ليندا بيري: قسم الرباعية، أليشيا كيز، فانيسا كارلتون، وجينا غيرشون.

وقامت بيري بتوقيع مجموعة ليتل فيش (little fish) على اسمها في عام 2008 وبدأت في إنتاج ألبومها بعنوان Baffled and Beat الذي صدر في أغسطس 2010.
وكتبت وأنتجت لودت اسميل "A Loaded Smile" لأول ألبوم لعام 2009 من أجل الترفيه الخاص بك من آدم لامبرت. أما البوم اجيلرا(Aguilera)الرابع، Bionic، الذي صدر في عام 2010، فضمّ مسارًا آخر، كتبه وأنتجه بيري فقط، "Lift Me Up".
المهنة الحديثة
في عام 2010, عملت بيري مع كت تنثتال (KT Tunstall) وكتبت بعض الاغانى معها والتي سيتم بعضها في وقت لاحق في البوم تا يجر سويت (tiger Suit)، التي تم اصدره في سبتمبر من ذلك العام .
اعلنت بيرى على صفحتها على الفيسبوك وتويتر انها ستصنع البوم مع فريق جديد ديب داكن روبوت (Deep Dark Robot) التي اسسته مع تونى تورنى (Tony tornay) يتكون الالبوم من 8 اغانى عن فتاة مع أغنية ونت يو بى ماى جرل "won't be my girl ''. تخيلت بيرى اسم «ديب داكن روبوت» كجزء من كلمات الاغنية مثل «روبوت داكن عميق يقع في الحب» وقررت التمسك بالاسم لمشروعها الموسيقى التالى. اصدرت الفرقة الالبوم في مارس 2011 وبدات الجولة.
قامت بيرى أيضا بالعمل مع ريفر كومو (River cuomo) وويزير (weezer) في اغنيتهم برف نيو ورد '' Brave New World ''.
في عامى 2010 و2011 , كانت بيرى جنبا إلى جانب مع مجموعة فوس ينترتمنت جروب (Fox Entertainment Group) الراعى الخاص لمعرض المواهب في لوس انجلوس (ستارفيست) مستفيدا L.A.C.E.R. في برامج مع بعد المدرسة.
في عامى 2014, ظهرت بيرى في برنامج الوافع الافتراضى VH1 (ماك ور بريك) Make or break مشروعها الذي عملت في مع الموسقين الصاعدين مثل فنجيس VanJess والفائز هيمينغ Hemming .
ومن المقرر أن يظهر بيري كفرقة منزلية في سلسلة خاصة من إصدارات نايت في وقت متأخر من نشرة The Talk(ذا تاك) في أسبوع 12 يناير 2015 في الساعة 12:34 صباحًا من برنامج The late late show .
في يونيو 2015، تم إدخال بيري في قاعة مشاهير كتاب الأغاني في حفل أقيم في نيويورك.
كتبت بيرى الاغنية الرئيسية لفيلم فرى هيلد (free held) بعنوان هاند وف لاف (Hands of Love) في عام 2015 وقامت ميلى كيرو مايلي سايرس بغنئها.
شاركت بيري في كتابة أغنية مع Adele لألبومها 25 عام 2015 بعنوان كان ليت جو " can't let go '' التي تم تضمينها كمسار مكافأة لالبوم اديل 25 - هدف الطبعة الفاخرة Target Deluxe Edition. قامت بيرى بعزف وانتاج وهندسة المقطوعة الموسيقية.
في عام 2017، شاركت في كتابة وأنتج أغنية شاين "Shine"، والتي غناها وشارك في كتابتها بات بينتر Pat Benatar. وقد كتب المسابقة النسائية في واشنطن. في وقت لاحق من ذلك العام، انها تعاونت مرة أخرى مع بينتار لأغنية دانسينج ثرو ريكج " Dancing through the wreckage '' والتي ظهرت كأغنية رئيسية من الفيلم الوثائقي سيرف لايك جيرل "Serve Like a Girl".

## الحياه الشخصية

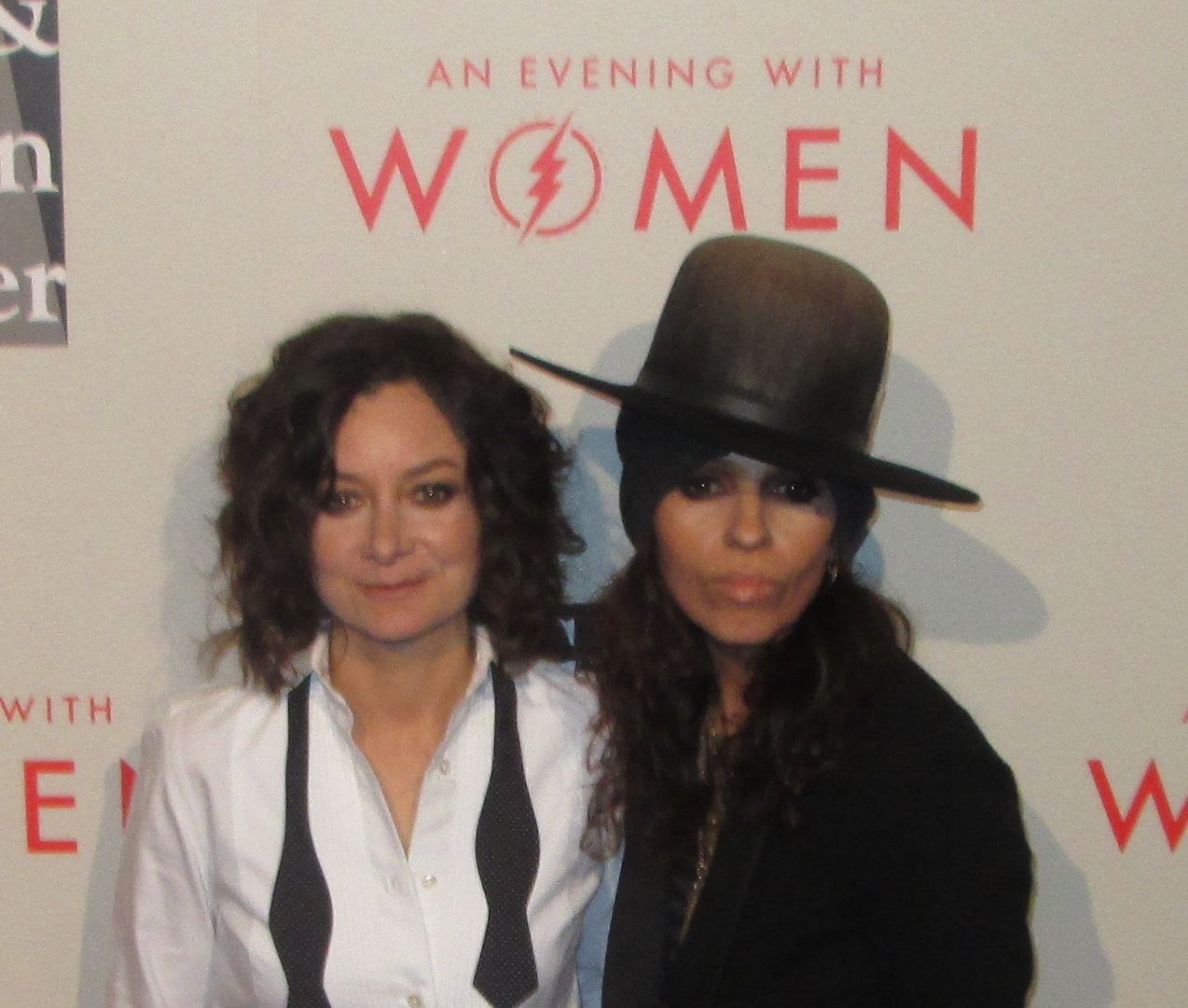
بيرى مع زوجتها سارة جيلبرت في حدث لوس انجلس للمثليين في عام 2014

### جلسات اى فون
في يوليو 2011، بدأت بيري في نشر مجموعة من الأغاني الصوتية التي سجلتها مع هاتفها اى فون iPhone، وتضمن ماد ورلد "Mad World" من قبل تيرس فور فير Tears for Fears وجست وات اى نيد '' just what i needed'' من قبل ذا كارس الكارز وكريب "Creep" من قبل راديوهيد Radiohead، من بين العديد الآخرين. على حسابها على الفيسبوك، كتبت: "جلسات آي فون هي عندما اكون جالسة في بيانو واسجل أغنية في مذكرة صوتية فون. ثم انشرها. تتمتع بسيطة جدا .

بيري مثليه علنا. عرضت بشكل مشهور الكلمة العامية «دايك» على غيتارها لأداءها مع نون بلوندس فور 4 Non Blondes في جوائز بيلبورد ميوزيك عام 1994
كانت بيري على علاقة مع الممثلة كليمنتين فورد من 2009 إلى 2010.

بدأت بيري علاقة مع الممثلة سارة جيلبرت في عام 2011. وأعلنوا مشاركتهم في أبريل 2013 وتزوجوا في 30 مارس 2014. أنجبت جيلبرت ابنهم رودس إميليو جيلبرت بيري، في 28 فبراير 2015. بيري هو زوجة الأب لأبن جيلبرت وابنة من علاقة سابقة.

## وصلات خارجية
- ليندا بيري على موقع IMDb (الإنجليزية)
- ليندا بيري على موقع ميوزك برينز (الإنجليزية)
- ليندا بيري على موقع إن إن دي بي (الإنجليزية)
- ليندا بيري على موقع أول ميوزيك (الإنجليزية)
- ليندا بيري على موقع ديسكوغز (الإنجليزية)
- ليندا بيري على موقع قاعدة بيانات الفيلم (الإنجليزية)

1. ↑  Leight، Elias (22 أكتوبر 2014)، "Exclusive: Hemming Premieres 'Vitamins,' A Song That Made Linda Perry Cry"، Billboard، مؤرشف من الأصل في 2019-05-14، اطلع عليه بتاريخ 2015-07-06
2. ↑  "Breaking News - Guests Announced for "The Late Late Show" with Guest Host Drew Carey (1/5-1/9) and After-Dark Edition of "The Talk" (1/12-1/16) - TheFutonCritic.com". اطلع عليه بتاريخ 2015-06-10.
3. ↑  "Music Video". glbtq.com. مؤرشف من الأصل في 2007-03-24. اطلع عليه بتاريخ 2007-03-13.
4. ↑  Flick، Larry (يناير 2004). "Beautiful,"+damn+it:+the+Linda+Perry-penned+Christina+Aguilera...-a0112688957 "'Beautiful', Damn It: The Linda Perry-Penned Christina Aguilera Hit—Not to Mention the Sexy Video—Was the Great Queer Anthem of 2003". ذا أدفوكيت. مؤرشف من الأصل في 2018-11-30. اطلع عليه بتاريخ 2011-11-29.
5. ↑  "Clementine Ford Confirms Relationship with Linda Perry". afterellen.com. مؤرشف من الأصل في 2009-05-22. اطلع عليه بتاريخ 2009-05-19.
6. ↑  Comingore، Aly (20 أبريل 2011). "Five Questions With Linda Perry". independent.com. مؤرشف من الأصل في 2018-10-06. اطلع عليه بتاريخ 2014-06-25.
7. ↑  "Sara Gilbert and Linda Perry Welcome Son Rhodes Emilio". بيبول. مؤرشف من الأصل في 2018-06-12. اطلع عليه بتاريخ 2015-03-02.
8. ↑  Christie D'Zurilla (2 مارس 2015). "Sara Gilbert, Linda Perry are parents of a new baby boy". لوس أنجلوس تايمز. مؤرشف من الأصل في 2018-10-16. اطلع عليه بتاريخ 2017-10-21.